# Schiavo fedele e saggio
Lo Schiavo fedele e saggio, secondo i Testimoni di Geova, è «il piccolo gruppo di fratelli unti che prestano servizio alla sede mondiale durante la presenza di Cristo e che sono impegnati in prima persona a preparare e dispensare cibo spirituale. Quando lavora insieme come Corpo Direttivo, questo gruppo agisce in qualità di “schiavo fedele e saggio”»..
In una recente pubblicazione dei Testimoni di Geova infatti si legge:
La figura dello schiavo fedele e saggio e il suo ruolo all'interno della congregazione cristiana dei Testimoni di Geova deriva dalla peculiare interpretazione dei Testimoni di Geova di Matteo 24,45.

## Chi è lo schiavo?
Secondo quanto detto da Gesù, si comprende, ad avviso dei Testimoni, che lo schiavo non poteva essere un singolo individuo, bensì una "classe" composita di persone che curassero insieme gli "interessi del Regno". Le parole di Gesù sottintendono un doppio incarico per questo schiavo 1°, ruolo di sorveglianza sopra i domestici [del signore] e 2°, schiavo che nutre e dispensa cibo [spirituale] a tempo opportuno
I Testimoni di Geova infatti asseriscono, nel loro sito ufficiale, che:
«Dal 1919 in poi c'è sempre stato alla sede mondiale dei testimoni di Geova un piccolo gruppo di cristiani unti. Questi hanno diretto la nostra opera di predicazione in tutto il mondo e si sono impegnati in prima persona nel preparare e dispensare cibo spirituale. Negli ultimi anni quel gruppo è stato messo in stretta relazione con il Corpo Direttivo dei Testimoni di Geova.
I fatti ci portano a concludere che "lo schiavo fedele e discreto" sia stato costituito sopra i domestici di Gesù nel 1919. Quello schiavo è il piccolo gruppo di fratelli unti che prestano servizio alla sede mondiale durante la presenza di Cristo e che sono impegnati in prima persona a preparare e dispensare cibo spirituale. Quando lavora insieme come Corpo Direttivo, questo gruppo agisce in qualità di schiavo fedele e discreto».